# Carquebut
Carquebut ist eine Ortschaft und eine Commune déléguée in der französischen Gemeinde Sainte-Mère-Église mit 297 Einwohnern (Stand: 1. Januar 2022) im Département Manche in der Region Normandie. Das Dorf liegt auf der Halbinsel Cotentin und lebt hauptsächlich von der Landwirtschaft.

## Geschichte
Der Name Carquebut (Querquebu 1165/1173, Kirkebi 1204, Kerkebu 1228) kommt aus Skandinavien. Der Name wird abgeleitet von den Wörtern kirkja für Kirche und bú für Haus, Bauernhof oder Dorf.
Bei Carquebut befand sich während des Zweiten Weltkriegs ein Feldflugplatz der Deutschen Luftwaffe. Diese nutzte ihn während der Luftschlacht um England. Anfang Juli trafen hier die Bf 109 der I. Gruppe des Jagdgeschwaders 1 (I./JG 1) ein, die kurze Zeit später zur III. Gruppe des Jagdgeschwader 27 (III./JG 27) wurde und die bis Ende August 1940 in Carquebut stationiert war.
Zum 1. Januar 2019 wurde Carquebut mit Ravenoville in die Commune nouvelle Sainte-Mère-Église eingegliedert. Seitdem ist Carquebut eine Commune déléguée.